# Ефремов, Прокопий Ефремович
Проко́пий Ефре́мович Ефре́мов (чув. Ехрем купса, Ехрем хуҫа, 1821—1907) — чебоксарский купец первой гильдии, представитель чувашской купеческой династии Ефремовых, меценат.

## Биография

### Происхождение
Прокопий Ефремович родился в семье государственного крестьянина из деревни Шинерпоси Чебоксарского уезда Казанской губернии Ефрема Ефимова (1795—1862).

### Предпринимательская деятельность
Первое известие о его статусе относится к 1844 году, когда в Чебоксарском городском магистрате Прокопий получил свидетельство на право торговли 4-го рода. 
Через 2 года он значится в документах как крестьянин, торгующий по свидетельству 3-го рода, и это положение сохранялось за ним почти 20 лет.
С 1865 года в документах он числится как крестьянин, торгующий по свидетельству купца 2-й гильдии.
С 1868 года — как крестьянин, торгующий по свидетельству 1-й гильдии.
В дореформенный период Прокопий Ефремович вместе с отцом вели обширную хлебную торговлю. Солидную прибыль им приносила продажа муки в Петербурге, а также в Нижнем Новгороде, Рыбинске и других поволжских городах. Попутно вывозили яйца, мёд, хмель, изделия местных кулеткачей, ввозили различные промышленные изделия и товары массового потребления: соль, сахар, чай, железные и скобяные изделия, платки, предметы украшения. Для их реализации в Чебоксарах открыли ряд лавок, магазинов и крупных складов. 
Наиболее интенсивно торгово-промышленная деятельность Ефремовых разворачивается в пореформенные годы. Им принадлежала самая крупная по масштабам производства кулеткацкая мастерская в городе. В конце 60-х годов XIX века в этом заведении было занято 30 взрослых рабочих и 60 подростков, которые ежегодно изготовляли до 30 тыс. шт. кулей. 
Ефремовы владели также 3 самыми мощными по тем временам в уезде и городе водяными и ветряными мельницами. 
В 1869—71 гг. и 1881—86 гг. Прокопий Ефремович занимал должность директора Чебоксарского городского общественного банка, а также в разные годы являлся членом учётного комитета и членом правления банка.
С 1875 года П. Е. Ефремов значится как чебоксарский купец 1-й гильдии, в 1890-е годы именуется как чебоксарский купец без указания гильдейского признака и выступает одновременно в роли купца и промышленника.
В конце XIX — начале XX века общий оборот торгово-промышленной деятельности Ефремовых составлял около 500 тыс. руб. в год. Самый большой приток капитала был от лесопильного завода, открытого в 1890 году братьями Прокопием и Михаилом (1823—1894) в Чебоксарах. Строевой лес и лесоматериалы братья получали в Ветлужском уезде Костромской губернии, где у них было имение в селе Михайловицы общей площадью 56,7 тысяч десятин. 
В октябре 1906 года основан торговый дом «П.Е. Ефремов с сыновьями» с общим капиталом в 325 тыс. руб. Распорядителем являлся старший сын Прокопия Николай, а дети Сергей и Фёдор — членами правления. Основной вид деятельности фирмы — торговля лесом и лесоматериалами в Чебоксарах и поволжских городах.
В юные годы в доме Ефремовых в течение шести лет подрабатывала прислугой Ольга Ырзем (1892—1979), впоследствии ставшая актрисой — народной артисткой Чувашской АССР и заслуженной артисткой РСФСР.

### Меценатская деятельность
Ефремовы оказывали помощь бедным, сиротам и погорельцам.
В 1862 году братья Прокопий и Михаил, вероятно, в память умершего в том же году от холеры отца, открыли бесплатный ночлежный приют им. Ефремова.
В годы русско-японской войны (1904—1905) организовали бесплатную столовую в помощь голодающим, открыли приют для детей-сирот, проводили сбор пожертвований в фонд помощи раненым воинам.
На средства Ефремовых было приобретено здание для Чебоксарской четырёхклассной женской прогимназии (1904), построено двухэтажное здание училища в селе Абашево, содержалась Чебоксарская публичная библиотека.
Ефремовы построили церковь в селе Абашево (1846—1853), селе Икково (1884) Чебоксарского уезда, отремонтировали монастырь Тихвинской Божией Матери в Цивильске, обновили помещение храма, расположенного в Геронтьевской пустыни близ Чебоксар.
Больше всего Ефремовы заботились о Благовещенской церкви, расположенной на одноимённой улице в центре Чебоксар. На пожертвования купцов Ефремовых построена новая колокольня, двухэтажный дом для священнослужителей, часовня. Церковным старостой в этом храме был Ефрем Ефимов (1856—1861), а с 1862 года вплоть до своей кончины — Прокопий Ефремович, затем старостой стал его сын Сергей.

### Общественная деятельность
Прокопий Ефремович около 40 лет являлся гласным Чебоксарского уездного земского собрания, а также городской думы.

## Семья
Был женат дважды.
Первый брак:
Супруга — Устинья (1823—1855)
Дети от первого брака: Елена, Екатерина, Агапия, Фекла, Василий (умер во младенчестве) и Анна.
Второй брак:
Супруга — Екатерина Васильевна (? — 1906).
Дети от второго брака: Николай (1860—1921), Сергей (1866—1931), Фёдор (1873—1921), Раиса, Евгения, Екатерина и Евпраксия.

## Награды и звания
- Потомственный почётный гражданин (кон. XIX — нач. XX вв.).

## Память
- В 1910 на Владимирской горке в Чебоксарах построена семейная усыпальница — церковь во имя Святой Великомученицы Екатерины и преподобного Прокопия (архитектор — Константин Олешкевич)[5], где покоились мощи Прокопия и Екатерины. В 1990-е гг. усыпальница возвращена православной церкви и освящена в честь Иоанна Кронштадтского.
- В домах купцов Ефремовых — Прокопия Ефремовича, его брата Михаила Ефремовича, его сыновей ныне размещаются Чувашский национальный музей, Отдел русского и зарубежного искусства Чувашского государственного художественного музея, Выставочный зал Чувашского национального музея, Чувашский национальный конгресс и др.
- Улица, на которой стоят дома купцов Ефремовых, небольшая часть в начале бывшей Благовещенской (до революции) и Карла Маркса (с советского времени), ныне носит название бульвар Купца Ефремова, в честь самого именитого представителя династии — Прокопия Ефремовича Ефремова.
- О жизни Прокопия Ефремова снят видеофильм «Ехрем хуҫа» по сюжету одноимённой пьесы А. Кибеча[6].